# Ullastret
Ullastret é um município da Espanha na comarca de Baix Empordà, província de Girona, comunidade autónoma da Catalunha. Tem 11,08 km² de área e em 2021 tinha 258 habitantes (densidade: 23,3 hab./km²).
Ullastret foi fundada no século VI a.C. e viveu o seu momento mais próspero nos séculos IV e III a.C., quando atingiu os 6 000 habitantes.

## Demografia
| Variação demográfica do município entre 1991 e 2004[carece de fontes?] | Variação demográfica do município entre 1991 e 2004[carece de fontes?] | Variação demográfica do município entre 1991 e 2004[carece de fontes?] | Variação demográfica do município entre 1991 e 2004[carece de fontes?] |
| ---------------------------------------------------------------------- | ---------------------------------------------------------------------- | ---------------------------------------------------------------------- | ---------------------------------------------------------------------- |
| 1991                                                                   | 1996                                                                   | 2001                                                                   | 2004                                                                   |
| 259                                                                    | 243                                                                    | 225                                                                    | 221                                                                    |

## Património
- Povoado ibérico de Ullastret